# Phthiracarus retalticus
Phthiracarus retalticus är en kvalsterart som beskrevs av Stoll 1893. Phthiracarus retalticus ingår i släktet Phthiracarus och familjen Phthiracaridae. Inga underarter finns listade i Catalogue of Life.